# Aleksandr Yatsevich
Aleksandr Yatsevich (né le 8 septembre 1956) est un athlète russe, spécialiste du 400 mètres haies.

## Biographie
Concourant pour l'URSS, il remporte la médaille d'argent du 400 m haies lors des championnats d'Europe de 1982, à Athènes, devancé par l'Allemand Harald Schmid.

### Palmarès
| Date | Compétition           | Lieu    | Résultat | Épreuve     | Performance |
| ---- | --------------------- | ------- | -------- | ----------- | ----------- |
| 1982 | Championnats d'Europe | Athènes | 2e       | 400 m haies | 48 s 6      |

### Records
| Épreuve     | Performance | Lieu    | Date             |
| ----------- | ----------- | ------- | ---------------- |
| 400 m haies | 48 s 6      | Athènes | 8 septembre 1982 |